# Matchs de retard
En sport, l'expression « matchs de retard », est une façon d'exprimer l'écart qui sépare la première équipe d'un classement, et une autre au sein d'une même ligue, conférence ou division. Le score de chaque équipe est la moitié de la différence (algébrique) entre le nombre de victoires et le nombre de défaites.

## Terminologie
Les matchs de retard,, sont parfois appelés « parties de retard »,,, « matchs d'avance »,,, « parties d'avance » ou en anglais Games behind ou Games back (littéralement « matchs derrière », en français). En anglais, elle est souvent abrégée GB dans les classements. En français, l'abréviation Diff., pour « différence » ou « différentiel », est une des façons de l'identifier dans un tableau.

## Calcul
{\displaystyle {\text{Matchs de retard}}={\frac {({\text{Victoires de l'équipe A}}-{\text{Victoires de l'équipe B}})+({\text{Défaites de l'équipe B}}-{\text{Défaites de l'équipe A}})}{2}}}
Le nombre de matchs de retard d'une équipe est la différence entre le score de l'équipe de tête et l'équipe qui la suit. L'équipe de tête a toujours un GB de zéro, qui est généralement indiquée par un tiret dans les classements.

### Exemple
Cet exemple est le classement final de la division Centrale de la Ligue américaine de baseball en 2012 :
| Ligue américaine (Division Centrale) | V  | D  | %    | Diff. |
| ------------------------------------ | -- | -- | ---- | ----- |
| Tigers de Détroit                    | 88 | 74 | ,543 | -     |
| White Sox de Chicago                 | 85 | 77 | ,525 | 3     |
| Royals de Kansas City                | 72 | 90 | ,444 | 16    |
| Indians de Cleveland                 | 68 | 94 | ,420 | 20    |
| Twins du Minnesota                   | 66 | 96 | ,407 | 22    |

Les White Sox de Chicago, deuxièmes de la division, ont un Diff. ou GB de 3. Cela signifie qu'il faudrait que Chicago gagne trois matchs et que les Tigers de Détroit, qui sont premiers, en perdent trois pour que les deux clubs soient à égalité au premier rang.
Le nombre de matchs de différence entre deux équipes change rapidement lorsqu'elles jouent l'une contre l'autre, car elles se trouvent dans une situation de jeu à somme nulle. Dans notre exemple, Chicago reviendrait au niveau de Détroit en trois rencontres.

## Demi-match de retard
Il arrive fréquemment que le nombre de matchs de retard s'exprime avec une décimale. Cela se produit lorsque le nombre de matchs joués par deux clubs n'est pas le même. L'exemple ci-dessous est le classement final de la division Centrale de la Ligue nationale de baseball en 2009. Les Cardinals de Saint-Louis ont joué 162 matchs, mais les Cubs de Chicago en ont joué 161. Saint-Louis a gagné huit matchs de plus que son rival, mais ne possède qu'une avance de 7 matchs et demi (7,5). Si les Cubs jouaient un match de plus et perdaient, ils accuseraient huit matchs de retard sur les Cardinals. En revanche, s'ils disputaient ce 162e match et gagnaient, ils porteraient leur total de victoires à 84, soit sept de moins que Saint-Louis, et leur games behind serait donc de 7 matchs de retard sur l'équipe de première place. On remarque aussi en bas de tableau que Pittsburgh, ayant disputé un match de moins, a un différentiel se terminant par ½.
| Ligue nationale (Division Centrale) | V  | D  | %    | GB  |
| ----------------------------------- | -- | -- | ---- | --- |
| Cardinals de Saint-Louis            | 91 | 71 | .562 | --  |
| Cubs de Chicago                     | 83 | 78 | .516 | 7½  |
| Brewers de Milwaukee                | 80 | 82 | .491 | 11  |
| Reds de Cincinnati                  | 78 | 84 | .481 | 13  |
| Astros de Houston                   | 74 | 88 | .457 | 17  |
| Pirates de Pittsburgh               | 62 | 99 | .385 | 28½ |

## Usage
La notion de games behind est très peu utilisée en Europe, mais très répandue en Amérique du Nord, particulièrement pour le baseball et le basket-ball, auxquels elle se prête parfaitement bien car il n'y a pas de match nul dans ces sports, et dans une moindre mesure au football américain, où les matchs nuls sont rares (en cas de match nul, on le compte comme une moitié de victoire et une moitié de défaite pour calculer le GB). Généralement, dans les tableaux de classement publiés pendant la saison sportive, les équipes sont rangées selon le pourcentage de victoires par rapport au nombre de parties jouées, avec l'indication du games behind qui suit. En de rares occasions, il est possible que cette liste par taux de victoires ne suive pas forcément le (vrai) classement par scores. Cela ne peut se produire que quand les équipes ont joué un nombre de matchs différent (généralement en début de saison). Par exemple, supposons que l'équipe A ait 23 victoires pour 13 défaites, soit un score de 5 et un taux de .639 (selon la notation nord-américaine) et l'équipe B 24 victoires pour 13 défaites, soit un score de 5,5 et un taux de .649. Dans ce cas l'équipe A serait avant B sur la liste bien qu'ayant un games behind de 0,5 supérieur à l'équipe B, et donc derrière elle au classement.
Il faut également noter que dans les mêmes conditions (nombre de matchs différent), une équipe avec un nombre de victoires donné peut aussi se retrouver rangée devant une équipe avec un nombre de victoires supérieur, le cumul des deux situations étant possible : c'est le cas où une équipe qui a 11 victoires et 5 défaites (score 3 ; 11 victoires) est listée avant une autre qui a 13 victoires et 6 défaites (score 3,5 ; 13 victoires), mais les pourcentages sont respectivement .687 et .684.